# Kate Smyth
Kate Smyth, född 22 september 1972, är en friidrottare från Australien. Hon deltog vid olympiska sommarspelen 2008.